# Kensitia pillansii
Kensitia pillansii là một loài thực vật có hoa trong họ Phiên hạnh. Loài này được (Kensit) Fedde mô tả khoa học đầu tiên năm 1940.